# Avishag Semberg
Avishag Semberg (Gedera, 16 settembre 2001) è una taekwondoka israeliana, terzo posto olimpico nella categoria Taekwondo ai Giochi della XXXII Olimpiade - 49 kg femminile a Tokyo 2020.

## Palmarès

### Giochi olimpici
- Bronzo a Tokyo 2020 (cat. 49 kg)